# Liste d'élections en 1980
Chronologie des élections
- 1976
- 1977
- 1978
- 1979
- 1980
- 1981
- 1982
- 1983
- 1984

Cette liste recense les élections organisées durant l'année 1980. Elle inclut les élections législatives et présidentielles nationales dans les États souverains, ainsi que les principaux référendums.
Dans les États démocratiques, les élections nationales en 1980 produisent une alternance démocratique dans six pays. En Inde en janvier, le parti Congrès national indien, historiquement le parti de Jawaharlal Nehru et Mohandas Gandhi, retrouve le pouvoir sous la direction d'Indira Gandhi. Au Canada, les élections anticipées en février portent au pouvoir les libéraux menés par Pierre Trudeau. Aux États-Unis en novembre, Ronald Reagan est élu président face au président sortant Jimmy Carter, marquant l'avénement d'une nouvelle droite néolibérale sur le plan économique et néoconservatrice sur le plan des mœurs. Une alternance a également lieu dans trois États caribéens : à Saint-Christophe-et-Niévès (février), en Dominique (juillet) et en Jamaïque (octobre).
Ailleurs dans le monde démocratique, la droite menée par Zenkō Suzuki conserve le pouvoir au Japon en juin, et le social-démocrate Helmut Schmidt demeure chancelier à l'issue des élections fédérales en Allemagne de l'Ouest en octobre.
Dans une grande partie du monde, toutefois, des semblants d'élections sont orchestrées par des dictatures pour légitimer leur pouvoir, et ne permettent pas aux électeurs de voter pour un changement. En Europe de l'Est, des élections sans alternance possible se tiennent dans la Roumanie néo-stalinienne de Nicolae Ceaușescu en mars, en Pologne en mars, et en Hongrie en juin. En Afrique subsaharienne, il en va de même dans les dictatures à parti unique en Guinée (janvier), au Gabon (février), au Cameroun (avril), au Soudan (mai), à Sao Tomé-et-Principe (mai), en Angola (août), en Côte d'Ivoire (octobre et novembre), en Tanzanie (octobre), au Cap-Vert (décembre) et en Ouganda (décembre). Dans l'Irak de Saddam Hussein se tiennent en juin des semblants d'élections sans choix. Et au Chili, la dictature militaire d'Augusto Pinochet tente de se légitimer par un référendum frauduleux en septembre. 

## Par mois

### Janvier
| Date           | Pays   | Élections      | Contexte | Résultats |
| -------------- | ------ | -------------- | --- | --- |
| 3 et 6 janvier | Inde   | Législatives   | Élections anticipées, les gouvernements de coalition successifs de Morarji Desai (Janata Party : hétéroclite) puis de Charan Singh (branche dissidente de ce parti) s'étant disloqués.     | Alternance. Le parti Congrès national indien (gauche socialiste laïque) remporte une majorité absolue des sièges. Indira Gandhi devient Première ministre, retrouvant le pouvoir qu'elle avait perdu en 1977. |
| 25 janvier     | Iran   | Présidentielle | L'élection fait suite à la Révolution islamique de 1979. Seuls les candidats autorisés par le Conseil des gardiens de la Constitution, composé de clercs islamiques, peuvent se présenter. | Abolhassan Bani Sadr (sans étiquette) est élu avec 76,5 % des voix, face notamment à Ahmad Madani (Front national : centre-gauche social-démocrate ; 15,9 %). Le Front national est interdit en 1981.         |
| 27 janvier     | Guinée | Législatives   | La Guinée à cette date est une dictature à parti unique. Le parti présente aux électeurs une liste unique de candidats.                                                                    | Le Parti démocratique (gauche) remporte automatiquement 100 % des suffrages exprimés et tous les sièges. Louis Lansana Béavogui demeure Premier ministre.                                                     |

### Février
| Date       | Pays                       | Élections    | Contexte | Résultats |
| ---------- | -------------------------- | ------------ | --- | --- |
| 18 février | Canada                     | Législatives | Élections anticipées, le gouvernement minoritaire progressiste-conservateur du Premier ministre Joe Clark ayant perdu la confiance de la Chambre des communes.      | Alternance. Le Parti libéral (centre-gauche social-libéral et progressiste) remporte une majorité absolue des sièges. Pierre Trudeau devient Premier ministre. |
| 18 février | Saint-Christophe-et-Niévès | Législatives | Le pays à cette date est un territoire d'outre-mer autonome du Royaume-Uni. Ces élections produisent le gouvernement qui le mènera à l'indépendance.                | Alternance. Le Parti travailliste (centre-gauche social-démocrate), au pouvoir depuis vingt ans, recule mais conserve une majorité relative des sièges. Kennedy Simmonds (Mouvement d'action populaire : centre-droit conservateur) devient Premier ministre, formant un gouvernement de coalition avec le Parti réformateur de Niévès (régionaliste). Le pays devient indépendant en 1983. |
| 24 février | Gabon                      | Législatives | Le Gabon à cette date est une dictature à parti unique. Le parti présente aux électeurs une liste unique de candidats. Il n'y a pas de possibilité de voter contre. | Le Parti démocratique (droite) remporte automatiquement 100 % des suffrages et tous les sièges. Léon Mébiame demeure Premier ministre. |

### Mars
| Date                 | Pays              | Élections    | Contexte | Résultats |
| -------------------- | ----------------- | ------------ | --- | --- |
| 9 mars               | Roumanie          | Législatives | La Roumanie à cette date est une dictature à parti unique. Le parti présente entre un et trois candidats par siège à pourvoir ; les électeurs ont la possibilité de déposer un bulletin « contre » tous les candidats dans leur circonscription. | Avec 98,5 % de suffrages favorables, le Parti communiste (national-communisme, néo-stalinisme) et les organisations de masse qui lui sont affiliées remportent tous les sièges. Ilie Verdeț demeure Premier ministre, et l'Assemblée nationale réélit Nicolae Ceaușescu président de la république. |
| 14 février au 4 mars | Zimbabwe-Rhodésie | Législatives | Ces élections sont la mise en application des accords de Lancaster House et visent à élire le gouvernement qui mènera le pays à l'indépendance vis-à-vis du Royaume-Uni. Le ZANU-PF mène une campagne d'intimidations, de violences, de tortures et de meurtres, et déclare ouvertement qu'il plongera le pays dans une nouvelle guerre civile s'il ne remporte pas le scrutin. | L'Union nationale africaine du Zimbabwe – Front patriotique (ZANU-PF : marxisme, nationalisme noir, populiste, attrape-tout) remporte la majorité absolue des sièges. Robert Mugabe (ZANU-PF) devient Premier ministre, et le pays accède à l'indépendance le 11 avril avec le nom de Zimbabwe. C'est le début de trente-sept ans de dictature brutale de Robert Mugabe.                                               |
| 23 mars              | Pologne           | Législatives | La République populaire de Pologne est une dictature où les partis d'opposition ne sont pas autorisés. Les autorités répartissent par avance les sièges entre les partis, de manière approximative, et présentent aux électeurs 646 candidats pour les 460 sièges, laissant aux électeurs un choix restreint.                                                                   | Le Parti ouvrier unifié (marxiste-léniniste) conserve la majorité absolue des sièges, les autres revenant à des partis (ou à des candidats sans étiquette) qui lui sont inféodés. Józef Pińkowski (Parti ouvrier unifié) devient Premier ministre. Face aux manifestations et à la montée en popularité du syndicat d'opposition Solidarnosc, il est toutefois remplacé début 1981 par le général Wojciech Jaruzelski. |

### Avril
| Date           | Pays               | Élections      | Contexte | Résultats |
| -------------- | ------------------ | -------------- | --- | --- |
| 5 avril        | Cameroun           | Présidentielle | Le Cameroun à cette date est une dictature à parti unique. Le président sortant est le seul candidat autorisé, et il n'est pas possible pour les électeurs de voter contre lui. Le bulletin favorable à son élection est le seul disponible. | Ahmadou Ahidjo (Union nationale camerounaise : droite) est automatiquement réélu avec 100 % des voix. |
| 20 avril       | Honduras           | Constituantes  | Les militaires au pouvoir organisent des élections pour une Assemblée constituante après avoir interdit le Parti social-chrétien et le Parti communiste et tenté de ranimer leur alliance avec le Parti national.                            | Le Parti libéral (centre-droit conservateur, libéral en économie) arrive en tête, manquant de peu la majorité absolue des sièges. Ne parvenant pas à s'accorder pour élire un président de la république, l'Assemblée reconduit par intérim à cette fonction le général Policarpo Paz García et prévoit une élection présidentielle directe pour 1981. |
| 19 au 21 avril | QwaQwa             | Législatives   | Le QwaQwa est un bantoustan sotho d'Afrique du Sud, créé en application de la politique d'apartheid. Seul un tiers des membres de l'Assemblée législative est élu, les autres sièges étant réservés à des représentants tribaux.             | Le Parti dikwankwetla remporte tous les sièges pourvus par élection. Kenneth Mopeli demeure Premier ministre. |
| 24 avril       | Antigua-et-Barbuda | Législatives   | Le pays est à cette date un territoire d'outre-mer autonome du Royaume-Uni. Ces élections visent à produire le gouvernement qui le mènera à l'indépendance.                                                                                  | Le Parti travailliste (centre-gauche social-démocrate) accroît sa majorité absolue des sièges. Vere Bird demeure Premier ministre. Le pays devient indépendant en 1981. |

### Mai
| Date               | Pays                 | Élections                      | Contexte | Résultats |
| ------------------ | -------------------- | ------------------------------ | --- | --- |
| 2 mai              | Népal                | Référendum                     | À la suite des manifestations étudiantes de 1979, le roi Birendra initie ce référendum, demandant à la population de choisir entre le maintien d'une monarchie absolue ou l'adoption d'une démocratie multipartite. | Les Népalais optent à 54,8 % pour le maintien de la monarchie absolue. |
| 30 mars et 9 mai   | Iran                 | Législatives                   | Ces élections font suite à la Révolution islamique de 1979 et à l'élection présidentielle de janvier 1980. | Parlement sans majorité. Le Parti de la république islamique (droite islamiste théocratique, populiste et anti-libérale, parti de l'ayatollah Rouhollah Khomeini) et ses alliés remportent une large majorité relative des sièges. Mohammad Ali Radjaï (PRI) devient brièvement le premier Premier ministre de la nouvelle république, avant d'être assassiné par l'Organisation des moudjahiddines du peuple iranien. |
| 28 avril au 10 mai | Soudan               | Législatives                   | Le Soudan à cette date est une dictature à parti unique. | Seul parti autorisé, l'Union socialiste (socialisme arabe, socialisme islamique) obtient automatiquement tous les sièges. Le président Gaafar Nimeiry demeure son propre Premier ministre. |
| 12 mai             | Sao Tomé-et-Principe | Législatives                   | Premières élections après l'indépendance du pays en 1975. Sao Tomé-et-Principe à cette date est une dictature à parti unique. Le Parlement n'est pas composé de représentants de la population mais du bureau politique du parti, des ministres, ainsi que de représentants de comités régionaux et d'autres organisations affiliées au parti. | Seul autorisé, le Mouvement pour la libération (gauche) obtient automatiquement tous les sièges. Le Parlement réélit ensuite Manuel Pinto da Costa à la présidence de la république. |
| 18 mai             | Autriche             | Présidentielle                 | | Candidat sans étiquette proposé conjointement par le Parti social-démocrate (centre-gauche) et par le Parti populaire (centre-droit), le président sortant Rudolf Kirchschläger est réélu avec 79,9 % des voix face à Willfried Gredler (Parti de la liberté : droite à extrême-droite ; 17,0 %) et à Norbert Burger (Parti national démocrate : extrême-droite nazie ; 3,2 %).                                        |
| 18 mai             | Pérou                | Législatives et présidentielle | Ces élections marquent la fin de la dictature militaire de Francisco Morales Bermúdez, mais sont entachées de violences menées par la guérilla communiste du Sentier lumineux (maoïste) et de son rival le mouvement révolutionnaire Tupac Amaru (léniniste).                                                                                  | Le parti Action populaire (droite libérale en économie) remporte une majorité absolue des sièges à la Chambre des députés et la majorité relative au Sénat. Son candidat Fernando Belaúnde Terry est élu président avec 44,9 % des voix face à quatorze autres candidats dont notamment Armando Villanueva (Alliance populaire révolutionnaire américaine : droite conservatrice néo-libérale ; 27,2 %).               |
| 20 mai             | Québec               | Référendum                     | Le référendum est organisé à l'initiative du gouvernement du Parti québécois de René Lévesque, demandant l'accord des Québécois pour négocier avec le gouvernement fédéral canadien une entente de souveraineté-association. | La proposition est rejetée par 59,6 % des votants. |

### Juin
| Date    | Pays    | Élections                      | Contexte | Résultats |
| ------- | ------- | ------------------------------ | --- | --- |
| 8 juin  | Hongrie | Législatives                   | La Hongrie à cette date est une dictature. Les seuls partis autorisés sont soumis à la direction du Parti socialiste ouvrier au sein du Front patriotique populaire. Le Front présente un ou plusieurs candidats par siège à pourvoir ; les électeurs peuvent voter contre le ou les candidats qui leur sont soumis. Pour ces élections, il n'y a que quinze circonscriptions présentant un choix entre plusieurs candidats. | Avec 99,3 % de suffrages favorables, le Parti socialiste ouvrier (marxiste-léniniste, « socialisme du goulash ») et les partis et organisations de masse qui leur sont affiliés remportent tous les sièges. György Lázár (PSO) demeure Premier ministre. |
| 20 juin | Irak    | Législatives                   | L'Irak à cette date est une dictature. Seuls les partis affiliés au régime au sein du Front national progressiste sont autorisés. | Le parti Baas (socialisme arabe), parti du dictateur Saddam Hussein, obtient une large majorité des sièges. |
| 22 juin | Japon   | Législatives et sénatoriales   | Élections anticipées, le gouvernement ayant perdu la confiance du Parlement en raison d'une affaire de corruption. Le Premier ministre sortant Masayoshi Ōhira meurt d'une crise cardiaque résultant d'angoisse et d'épuisement durant la campagne électorale. | Le Parti libéral-démocrate (droite nationaliste, conservatrice et néolibérale), au pouvoir, qui disposait d'une majorité relative des sièges dans les deux chambres, remporte cette fois la majorité absolue des sièges dans les deux chambres. Zenkō Suzuki devient Premier ministre. |
| 29 juin | Bolivie | Législatives et présidentielle | Troisièmes élections en trois ans, entrecoupées de coups d'État militaires. | Congrès sans majorité. Le Parti démocrate et populaire (gauche) obtient la majorité relative dans les deux chambres, devançant le Mouvement national révolutionnaire - Alliance (centriste), qui subit un recul. Hernán Siles Zuazo, le candidat du PDP, est en tête à l'élection présidentielle, avec 38,7 % des voix, devant notamment le candidat du MNRA, Víctor Paz Estenssoro (20,2 %) et Hugo Banzer (Action démocratique nationaliste : droite national-conservatrice et néolibérale ; 16,8 %). Aucun candidat n'ayant dépassé 50 % des suffrages, le Congrès doit les départager. Avant qu'il ne puisse le faire, un nouveau coup d'État militaire a lieu. Après cette dictature militaire, le Congrès élit Hernán Siles Zuazo président de la république en octobre 1982. |
| 29 juin | Islande | Présidentielle                 | Après douze ans à la présidence, Kristján Eldjárn ne se représente pas. | Vigdís Finnbogadóttir (sans étiquette) est élue avec 33,8 % des voix face à trois autres candidats. Elle devient ainsi la première femme élue cheffe d'État d'un pays, bien que des femmes aient été élues cheffes de gouvernement de cinq pays (Sri Lanka, Inde, Israël, Royaume-Uni, Dominique). |

### Juillet
| Date       | Pays      | Élections    | Contexte | Résultats |
| ---------- | --------- | ------------ | -------- | --- |
| 21 juillet | Dominique | Législatives |          | Alternance. Le Parti de la liberté (droite conservatrice) remporte une large majorité absolue des sièges. Eugenia Charles devient Première ministre. Le Parti travailliste (centre-gauche social-démocrate), au pouvoir depuis dix-neuf ans, perd tous ses sièges. |

### Août
| Date    | Pays   | Élections    | Contexte | Résultats |
| ------- | ------ | ------------ | --- | --- |
| 23 août | Angola | Législatives | Premières élections après l'indépendance du pays, ancienne colonie portugaise. L'Angola à cette date est une dictature à parti unique. Les électeurs élisent un collège électoral qui élit les députés. Les élections se déroulent durant la guerre civile angolaise. | Tous les candidats devant être membres du Mouvement populaire de libération de l'Angola (marxiste-léniniste), ce parti remporte automatiquement tous les sièges. |

### Septembre
| Date         | Pays   | Élections                  | Contexte | Résultats |
| ------------ | ------ | -------------------------- | --- | --- |
| 11 septembre | Chili  | Référendum constitutionnel | Le jour du 7e anniversaire du coup d'État militaire de 1973 qui a mis fin à la démocratie, le référendum vise à approuver une nouvelle Constitution pour légitimer la dictature militaire d'Augusto Pinochet. | À la suite de fraudes massives orchestrées par le pouvoir, les résultés annoncés donnent 67,0 % de « oui ».                                                                          |
| 28 septembre | Panama | Législatives               | Le Panama est à cette date une dictature militaire. Les partis d'opposition sont autorisés pour ce scrutin, mais seul un tiers des membres du Conseil législatif est élu par les citoyens.                    | Le Parti révolutionnaire démocratique, parti de la junte, remporte la majorité relative des sièges pourvus par élection. Le régime militaire contrôle de fait le Conseil législatif. |

### Octobre
| Date       | Pays                 | Élections                      | Contexte | Résultats |
| ---------- | -------------------- | ------------------------------ | --- | --- |
| 5 octobre  | Allemagne de l'Ouest | Législatives                   | | Parlement sans majorité. L'alliance CDU/CSU (centre-droit conservateur chrétien-démocrate) conserve la majorité relative des sièges au Bundestag. Le gouvernement de coalition majoritaire du Parti social-démocrate (centre-gauche) et du Parti libéral-démocrate (centriste, social-libéral) est reconduit ; Helmut Schmidt (social-démocrate) demeure chancelier. |
| 5 octobre  | Portugal             | Législatives                   | | L'Alliance démocratique menée par le Parti social-démocrate (centre-gauche) conserve la majorité absolue des sièges. Francisco Sá Carneiro demeure Premier ministre. |
| 12 octobre | Côte d'Ivoire        | Présidentielle                 | La Côte d'Ivoire à cette date est une dictature à parti unique. Le président sortant est le seul candidat autorisé, et il n'est pas possible pour les électeurs de voter contre lui. Le bulletin favorable à son élection est le seul disponible.                                                                                                  | Félix Houphouët-Boigny (Parti démocratique : centre-droit conservateur) est automatiquement réélu avec 100 % des voix. |
| 18 octobre | Australie            | Législatives                   | | La Coalition des partis de centre-droit conserve la majorité absolue des sièges à la Chambre des représentants, mais la perd au Sénat, ou elle conserve toutefois une majorité relative. Malcolm Fraser demeure Premier ministre. |
| 22 octobre | Corée du Sud         | Référendum constitutionnel     | Le scrutin fait suite à l'assassinat du dictateur Park Chung-hee. Les Sud-Coréens sont appelés à approuver une nouvelle république, présidée par le nouveau dictateur Chun Doo-hwan. | La Constitution est déclarée approuvée par 91,6 % des votants, instituant la Cinquième République. |
| 26 octobre | Tanzanie             | Législatives et présidentielle | La Tanzanie à cette date est une dictature à parti unique. Pour les élections législatives, le parti présente deux candidats pour chaque siège à pourvoir, et invite les électeurs à les départager. L'élection présidentielle est un plébiscite : Les électeurs sont appelés à voter pour ou contre le président sortant, seul candidat autorisé. | Le Chama cha Mapinduzi (« parti de la Révolution » : gauche, socialisme africain, Ujamaa) remporte automatiquement tous les sièges à l'Assemblée nationale. Julius Nyerere est réélu président avec 95,6 % de suffrages favorables. |
| 30 octobre | Jamaïque             | Législatives                   | Dans un contexte de crise économique et sociale, la campagne électorale s'avère extraordinairement violente, avec plus de huit cent meurtres commis par les partisans de différents partis. | Alternance. Le Parti travailliste (droite conservatrice, néolibérale et liée à des gangs criminels) remporte une large majorité absolue des sièges. Edward Seaga devient Premier ministre. Discrédité par la crise, le Parti national populaire (gauche), parti du gouvernement sortant, perd la plupart de ses sièges.                                              |

### Novembre
| Date             | Pays          | Élections                                    | Contexte | Résultats |
| ---------------- | ------------- | -------------------------------------------- | --- | --- |
| 4 novembre       | États-Unis    | Législatives, sénatoriales et présidentielle | | Alternance. Ronald Reagan (Parti républicain : droite conservatrice et néo-libérale) est élu président avec 90,9 % des voix des grands électeurs et 50,7 % des suffrages populaires, face notamment au président sortant Jimmy Carter (Parti démocrate : centriste, social-libéral, progressiste ; 9,1 % des voix des grands électeurs et 41,0 % des suffrages populaires). Le Parti républicain remporte par ailleurs une courte majorité absolue des sièges au Sénat, mais le Parti démocrate conserve une comfortable majorité absolue des sièges à la Chambre des représentants. L'aile droite des démocrates à la Chambre des représentants, issue principalement du Sud des États-Unis, soutiendra toutefois souvent les projets de loi du gouvernement Reagan. |
| 9 et 23 novembre | Côte d'Ivoire | Législatives                                 | La Côte d'Ivoire à cette date est une dictature à parti unique. Le parti présente 649 candidats pour les 147 sièges à pourvoir, et les citoyens sont appelés à les départager, dans des élections à deux tours. | Avec un faible taux de participation (42,6 %), les électeurs votent très majoritairement contre les députés sortants, qui perdent presque tous leurs sièges. Le Parti démocratique (centre-droit conservateur), seul autorisé, remporte néanmoins automatiquement tous les sièges. |
| 30 novembre      | Uruguay       | Référendum constitutionnel                   | La junte de la dictature militaire de l'Uruguay demande l'approbation d'une réforme constitutionnelle renforçant son autorité et affaiblissant celle du Parlement.                                              | La proposition est refusée par 56,8 % des votants. Devenant président en 1981, Gregorio Álvarez amorce une transition démocratique. |

### Décembre
| Date              | Pays      | Élections                 | Contexte | Résultats |
| ----------------- | --------- | ------------------------- | --- | --- |
| 4 décembre        | Ciskei    | Référendum d'indépendance | Le Ciskei est un bantoustan xhosa créé par le gouvernement sud-africain en application de la politique d'apartheid. Les habitants du territoire sont appelés à approuver son indépendance, et donc son excision du territoire sud-africain.                                      | L'indépendance est approuvée officiellement par 99,5 % des votants, et déclarée en 1981. Elle n'est pas reconnue par la communauté internationale. Le ministre-en-chef Lennox Sebe devient président (et dictateur) du nouvel État.                      |
| 5 décembre        | Portugal  | Présidentielle            | | António Ramalho Eanes (sans étiquette mais soutenu par le Parti socialiste et le Parti communiste) est réélu avec 56,4 % des voix face aux cinq autres candidats dont notamment Soares Carneiro (sans étiquette, soutenu par le Parti social-démocrate). |
| 6 décembre        | Nauru     | Législatives              | Nauru est une démocratie non partisane, où il n'existe pas de partis politiques. | Les députés de la nouvelle assemblée, siégeant sans étiquette, réélisent Hammer DeRoburt à la présidence de la république. |
| 6 décembre        | Taïwan    | Législatives              | Bien que Taïwan demeure une dictature à parti unique soumise à la loi martiale, ces élections marquent un premier pas dans la démocratisation du pays. Le mouvement tangwai, mouvement d'opposition, est autorisé à présenter des candidats sans étiquette contre ceux du parti. | Le Kuomintang (droite) conserve une très large majorité absolue des sièges dans les deux chambres, mais l'opposition remporte quelques sièges. Sun Yun-suan (Kuomintang) demeure Premier ministre.                                                       |
| 7 décembre        | Cap-Vert  | Législatives              | Le Cap-Vert à cette date est une dictature à parti unique. Le parti présente aux électeurs une liste unique de candidats ; les électeurs sont appelés à voter pour ou contre. | Avec 92,6 % de suffrages favorables, le Parti africain pour l'indépendance de la Guinée et du Cap-Vert (marxiste-léniniste) remporte tous les sièges. Pedro Pires demeure Premier ministre.                                                              |
| 10 et 11 décembre | Ouganda   | Législatives              | Premières élections depuis avant l'indépendance du pays en 1962, elles font suite au renversement de la dictature d'Idi Amin. Ce sont des élections multipartites. | Le Congrès populaire (centre-gauche) remporte une majorité absolue des sièges. Milton Obote (Congrès populaire) devient président de la république. |
| 15 décembre       | Guyana    | Législatives              | Le gouvernement organise des fraudes électorales à grande échelle. | Le Congrès national populaire (gauche populiste) accroît sa large majorité absolue des sièges. Forbes Burnham demeure de ce fait président de la république.                                                                                             |
| 23 décembre       | Singapour | Législatives              | Singapour est une démocratie illibérale. Les partis d'opposition peuvent présenter des candidats, mais ne peuvent faire campagne librement ni avec les mêmes moyens que le parti au pouvoir.                                                                                     | Le Parti d'action populaire (centre-droit conservateur, libéral en économie) conserve la totalité des sièges. Lee Kuan Yew demeure Premier ministre. |